# Raúl Castillo
Raúl Castillo Jr. (McAllen, 30 agosto 1977) è un attore e drammaturgo statunitense, noto soprattutto per aver interpretato Richie in Looking.

## Biografia
Ha origini messicane.
Ha studiato alla Boston University College of Fine Arts e ha debuttato nel mondo del teatro nel 2000. Da allora ha recitato in diversi film e serie televisive.

## Filmografia parziale

### Cinema
- Special Correspondents, regia di Ricky Gervais (2016)
- Patto d'amore (Permission), regia di Brian Crano (2017)
- Unsane, regia di Steven Soderbergh (2018)
- Quando eravamo fratelli (We the Animals), regia di Jeremiah Zagar (2018)
- Cena con delitto - Knives Out (Knives Out), regia di Rian Johnson (2019)
- Little Fish, regia di Chad Hartigan (2020)
- iGilbert, regia di Adrian Martinez (2021)
- Army of the Dead, regia di Zack Snyder (2021)
- La furia di un uomo - Wrath of Man (Wrath of Man), regia di Guy Ritchie (2021)
- Night Teeth, regia di Adam Randall (2021)
- Mother/Android, regia di Mattson Tomlin (2021)
- Cha Cha Real Smooth, regia di Cooper Raiff (2022)
- The Inspection, regia di Elegance Bratton (2022)
- Cassandro, regia di Roger Ross Williams (2023)
- Smile 2, regia di Parker Finn (2024)

### Televisione
- The Girl - La diva di Hitchcock (The Girl), regia di Julian Jarrold - film TV (2012)
- Looking - serie TV, 14 episodi (2014–2015)
- Gotham - serie TV, episodio 2x09 (2015)
- Looking - Il film (Looking: The Movie) – film TV, regia di Andrew Haigh (2016)
- Easy - serie TV, episodio 1x04 (2016)
- Riverdale  - serie TV, episodio 1x05 (2017)
- Atypical – serie TV, 8 episodi (2017-2018)
- Seven Seconds – miniserie TV, 10 episodi (2018)
- The Accidental Wolf – miniserie TV, 3 episodi (2020-2022)
- American Horror Stories – serie TV, 3x04 (2023)

## Doppiatori italiani
Nelle versioni in italiano delle opere in cui ha recitato, Raúl Castillo è stato doppiato da:
- Raffaele Proietti in Looking, Looking - Il film, Special Correspondents
- Andrea Mete in Quando eravamo fratelli, Night Teeth
- Riccardo Scarafoni in Army of the Dead, Mother/Android
- Christian Iansante in La furia di un uomo - Wrath of Man
- Francesco Venditti in Seven Seconds
- Gianluca Crisafi in Easy
- Guido Di Naccio in Atypical
- Marco Manca in Unsane
- Marco Vivio in Riverdale